# Спрощена арабська
Спрощена арабська (з 1967 року називається Yakout) — це спрощений арабський шрифт, який дозволяв складати арабський текст за допомогою лінотипу. Вперше він був оголошений у 1959 році як Mrowa-Linotype Simplified Arabic. Шрифт розроблено Камелем Мровою, Набіхом Джаруді та співробітниками Linotype & Machinery Ltd. під керівництвом Уолтера Трейсі.
Спрощений арабський шрифт скоротив кількість символів, необхідних для відтворення арабської мови, що дозволило вмістити його в стандартний 90-канальний магазин машини Linotype. Завдяки цьому він став одним із найпоширеніших шрифтів для верстки арабських газет.

## Історія
У 1954 році Камел Мрова звернувся до британської компанії Linotype & Machinery Ltd. (L&M), утвореної в результаті злиття Linotype Company Limited (зареєстрованої в 1889 році) та Machinery Trust Limited (зареєстрованої в 1893 році), з пропозицією створити новий спрощений арабський шрифт. Його ідея була натхненна конструкцією арабських друкарських машинок, які шляхом накладання літер одна на одну скорочували чотири форми кожної арабської літери (ізольовану, початкову, середню та кінцеву) до двох (ізольовану кінцеву та початкову середню).
Над проектом співпрацювали Камел Мрова, художник написів Al-Hayat Набіх Джаруді та співробітники Linotype & Machinery Ltd. під керівництвом Волтера Трейсі.
Скорочений арабський шрифт Intertype, випущений у 1960—1961 роках, був створений на основі спрощеної арабської мови.
Грант Габея запропонував назву Якут на честь каліграфа XIII століття Якута аль-Мустасімі.
Це був один із перших арабських шрифтів, який було перетворено у формат файлу PostScript.
У 1970-х і 1980-х роках Compugraphic плагіатувала спрощену арабську, а також традиційну арабську; обидва вони стали всюдисущими. Коли бельгійська корпорація Agfa-Gevaert перейшла до контролю над Compugraphics, вона надала Microsoft ліцензію на плагіатований шрифт для використання в Microsoft Windows. Спрощена арабська мова у ледь модифікованих формах потім використовувалась як арабські доповнення до Times New Roman та Arial, які потім були включені як шрифти TrueType для основних шрифтів для Web World Wide Web.